# Saison 2019-2020 du Bayern Munich (féminines)
Maillots
Chronologie
Saison précédente
La saison 2019-2020 du Bayern Munich est la quarante-quatrième saison de son histoire et la vingtième en 1.Bundesliga.
L'équipe est entraînée cette saison  par Jens Scheuer, accompagné de Jérôme Reisacher et Marco Knirsch, en tant qu'adjoint. Elle joue la plupart de ses matchs à domicile au Grünwalder Stadion.
La section féminine du Bayern Munich joue également au cours de la saison en Coupe d'Allemagne  et en Ligue des champions.

## Transferts
Neuf joueuses ont quitté le club. Sept joueuses sont arrivées et 2 joueuses viennent du centre de formation.
| Nom                | Nationalité      | Poste      | Transfert                    | Provenance/Destination | Division                       |
| ------------------ | ---------------- | ---------- | ---------------------------- | ---------------------- | ------------------------------ |
| Arrivées           |                  |            |                              |                        |                                |
| Giulia Gwinn       | Allemagne        | Milieu     | Transfert                    | SC Fribourg            | Bundesliga                     |
| Linda Dallmann.    | Allemagne        | Attaquante | Transfert                    | SG Essen-Schönebeck    | Frauen-Bundesliga              |
| Amanda Ilestedt    | Suède            | Défenseur  | Transfert                    | FFC Turbine Potsdam    | Frauen-Bundesliga              |
| Carina Schlüter.   | Allemagne        | Gardienne  | Transfert                    | SC Sand                | Frauen-Bundesliga              |
| Ali Riley          | Nouvelle-Zélande | Défenseur  | Transfert                    | FC Chelsea             | FA Women’s Premier League      |
| Carolin Simon      | Allemagne        | Défenseur  | Transfert                    | OlympiqueLlyonnais     | Division 1                     |
| Gia Corley         | Allemagne        | Milieu     | Premier contrat professionne | Bayern Munich II       | 2.Frauen-Bundesliga            |
| Laura Donhauser    | Allemagne        | Milieu     | Premier contrat professionne | Bayern Munich II       | 2.Frauen-Bundesliga            |
| Emily Gielnik      | Australie        | Attaquante | Transfert                    | Melbourne Victory      | W-League                       |
| Départs            |                  |            |                              |                        |                                |
| Leonie Maier       | Allemagne        | Défenseur  | Transfert                    | FC Arsenal             | FA Women’s Premier League      |
| Jill Roord         | Pays-Bas         | Milieu     | Transfert                    | FC Arsenal             | FA Women’s Premier League      |
| Manuela Zinsberger | Autriche         | Gardienne  | Transfert                    | FC Arsenal             | FA Women’s Premier League      |
| Sara Däbritz       | Allemagne        | Milieu     | Transfert                    | Paris Saint-Germain    | Division 1                     |
| Anna Gerhardt      | Allemagne        | Milieu     | Transfert                    | FFC Turbine Potsdam    | Frauen-Bundesliga              |
| Gina Lewandowski   | États-Unis       | Défenseur  | Transfert                    | Sky Blue               | National Women’s Soccer League |
| Fridolina Rolfö    | Suède            | Attaquante | Transfert                    | VfL Wolfsbourg         | Frauen-Bundesliga              |
| Lucie Voňková      | Tchéquie         | Attaquante | Transfert                    | Ajax Amsterdam         | Eredivisie féminines           |
| Melanie Behringer  | Allemagne        | Milieu     | Fin de contrat               | Retraite               | Retraite                       |

### Transferts hivernaux
| Nom       | Nationalité      | Poste     | Transfert | Provenance/Destination | Division                       |
| --------- | ---------------- | --------- | --------- | ---------------------- | ------------------------------ |
| Arrivées  |                  |           |           |                        |                                |
| Départs   |                  |           |           |                        |                                |
| Ali Riley | Nouvelle-Zélande | Défenseur | Transfert | Orlando Pride          | National Women's Soccer League |

## Compétitions
| Frauen-Bundesliga  | Coupe d'Allemagne                                | Ligue des champions                          |
| ------------------ | ------------------------------------------------ | -------------------------------------------- |
| Deuxième 54 points | Huitièmes de finale face au VfL Wolfsbourg (1-3) | Huitièmes de finale Olympique lyonnais (1-2) |
| 16V 3N 2D          | 1V 0N 1D                                         | 3V 0N 2D                                     |
| TOTAL: 21V 3N 5D   |                                                  |                                              |

### Championnat
(avril 2022).
Le contenu est difficilement compréhensible vu les erreurs de traduction, qui sont peut-être dues à l'utilisation d'un logiciel de traduction automatique.

#### Phase aller - Journées 1 à 11
L'entraîneur Jens Scheuer a rencontré son ex-club lors de la première journée. Le match a été remporté 3-1, la nouvelle venue Linda Dallmann a eu un début parfait avec son doublé. Le Bayern a montré dans une victoire 3-0 (1-0) une très bonne performance contre Francfort. Lineth Beerensteyn a marqué les buts du 1-0 et 2-0, puis un but contre son camp a scellé la victoire à domicile. Leverkusen a battu le Bayern de manière surprenante mais pas imméritée avec un score de 2-1. En fin de compte, Anna Klink, bien placée, a échoué à plusieurs reprises et n'a pas réussi à obtenir l'égalisation. Après la défaite contre Leverkusen, la bonne réaction a été montrée et la victoire à l'extérieur était nette. Le Bayern a clairement remporté son match à domicile contre le MSV Duisburg lors de la cinquième journée. À la fin d'un match à sens unique, le score était 4-0. Une semaine après les hommes, les femmes ont également perdu face à Hoffenheim à la suite d'une grave erreur du gardien de but, Carina Schlüter. Après la première période souveraine, Potsdam n'a pas démérité mais en fin de compte, les joueuses engendrent une victoire à domicile aussi sûre que méritée. Après deux réalisations de rêve de Carolin Simon et un but de Lineth Beerensteyn, l'équipe gagne sans risque contre le FFV Jena.Dans un match de football captivant le Bayern remporte à la fin le chassé-croisé contre Cologne. L'équipe à domicile a pris les devants 1-0 tôt (4e). Après la pause, Mandy Islacker a rencontré pour la finale 1-1. Cela fait du Bayern la première équipe à marquer un point pour le VfL cette saison. Le jour 11, les protégés de l'entraîneur-chef du Bayern Jens Scheuer ont remporté une victoire méritée 2-0 (0-0) contre le SGS Essen grâce à un effort d'équipe. Lineth Beerensteyn a marqué les deux buts de la journée avec un double pack.
Résultats semestriels: Au premier semestre, les femmes du FC Bayern ont présenté l'une ou l'autre différemment. Vous n'avez pas à jouer contre Hoffenheim et vous ne pouvez pas perdre Leverkusen. Mais il faut aussi voir qu'il y avait une équipe assez nouvelle et un nouveau staff technique. Il faut juste trouver certaines choses, et pour cela c'était avec quelques inconvénients un très bon premier tour.

#### Phase retour - Journées 12 à 22
Les Reds ont gagné sous les yeux de Herbert Hainer, le nouveau président du FC Bayern, après une performance concentrée avec 2-0 (1-0). Les buts ont été marqués en début de match et 10 minutes avant le coup de sifflet final . Les femmes du FC Bayern ont remporté le dernier match de l'année 3-2 (1-1) contre le FFC Francfort. L'équipe dirigée par l'entraîneur-chef Jens Scheuer a initialement pris du retard, a reçu l'égalisation surprenante après avoir mené entre-temps et a marqué les trois points peu avant la fin . En visite au Bayer 04 Leverkusen, l'équipe de Munich a battu le Werkself 3-0 (0-0) après une augmentation des performances en seconde période et a ainsi égalé les points TSG Hoffenheim à la deuxième place. Les femmes du FC Bayern ont battu les femmes du SC Sand 3-1 (2-1) et ont ainsi grimpé à la deuxième place lors de la 15e journée de la Bundesliga féminine de Flyeralarm. Jovana Damnjanovic, la capitaine Melanie Leupolz et Simone Boye Sørensen ont marqué le Bayern devant 633 spectateurs à domicile. Les buts des deux capitaines du FCB Leupolz et Wenninger n'ont pas pu éviter une perte de points: les femmes du FC Bayern n'ont pas pu aller au-delà d'un match nul 2-2 dimanche après-midi contre le MSV Duisbourg. Les femmes du FC Bayern célèbrent une reprise sur mesure! L'équipe de l'entraîneur-chef Jens Scheuer a gagné à juste titre 3-0 (0-0) contre le TSG Hoffenheim dans le stade du FC Bayern Campus samedi après-midi et a ainsi gardé le Kraichgauer à distance. À l'occasion du 50e anniversaire de la fondation de Munich le 7 juin, l'équipe a célébré une victoire de 5-1 (4-0) à l'extérieur contre FFC Turbine Potsdam après une performance courageuse et solide. Linda Dallmann a fait un tour du chapeau en première mi-temps. Le match à domicile contre la FF USV Iéna a été remporté à juste titre 2-0 (0-0) et avec la troisième victoire du troisième match depuis la reprise des matchs, un début parfait pour la semaine anglaise. Avec une victoire 4-0 contre le 1. FC Cologne, le FC Bayern Munich féminines a récolté trois points importants et peut-être décisifs dans la lutte pour la qualification en Ligue des champions lors de la 20e journée. FCB n'a pas laissé les hôtes entrer dans le match et a tout clarifié avec quatre buts dans la première demi-heure. L'équipe de l'entraîneur-chef Jens Scheuer a dû se contenter d'un 0-0 dimanche après-midi lors du match à domicile contre le champion déjà établi du VfL Wolfsburg lors de la 21e journée. Malgré une supériorité oppressante, surtout en première mi-temps, l'équipe de Munich n'a pas pu convertir les chances présentes en buts. Le FC Bayern Munich féminines est vice-champion de la Bundesliga féminine et s'est donc qualifié pour la Ligue des champions féminine pour la sixième fois consécutive! Dimanche après-midi, l'équipe de l'entraîneur-chef Jens Scheuer s'est imposée 3-0 contre SGS Essen lors de la dernière journée de Bundesliga après une très bonne performance. C'est le bilan des femmes du Bayern après la saison 2019/2020. Alors qu'ils se sont retrouvés en huitièmes de finale contre Wolfsburg, rivaux de longue date en Coupe DFB, ils ont terminé deuxième du championnat et se sont donc qualifiés pour la sixième fois consécutive pour la Ligue des champions - une saison de Bundesliga non sans profondeur, avec 17 victoires, 3 nuls et 2 défaites ont donné 54 points en 22 matchs pour les femmes du FCB. Avec seulement 14 buts encaissés et 60 buts, le Bayern est la deuxième meilleure défensive et la troisième meilleure offensive de la ligue.

#### Classement
-

#### Évolution du classement et des résultats
| Journée  | 1  | 2  | 3  | 4  | 5  | 6  | 7  | 8  | 9  | 10 | 11 | 12 | 13 | 14 | 15 | 16 | 17 | 18 | 19 | 20 | 21 | 22 | Journées en tête |
| -------- | -- | -- | -- | -- | -- | -- | -- | -- | -- | -- | -- | -- | -- | -- | -- | -- | -- | -- | -- | -- | -- | -- | ---------------- |
| Résultat | V  | V  | D  | V  | V  | D  | V  | V  | V  | N  | V  | V  | V  | V  | V  | N  | V  | V  | V  | V  | N  | V  | —                |
| Rang     | 2e | 3e | 4e | 3e | 3e | 3e | 3e | 3e | 3e | 3e | 3e | 3e | 3e | 3e | 2e | 2e | 2e | 2e | 2e | 2e | 2e | 2e | 0                |

### Coupe d'Europe

#### Parcours en Ligue des champions
Une victoire importante à Göteborg, grâce à un doublé de Mandy Islacker. Le Bayern a été oppressivement supérieur pendant plus de 80 minutes, mais n'a pas réussi à prendre l'avantage et a raté les meilleures occasions. À la 80e minute, puis à la direction surprenante des Suédois, il fallait ensuite trembler jusqu'au bout.

#### Tournoi final
Mais avec la pandémie de Covid-19, les derniers tours de la compétition sont reprogrammés en août 2020 dans un format particulier avec un tournoi final sur neuf jours.

## Joueurs et encadrement technique

### Encadrement technique
Il y avait aussi un changement dans le personnel d'entraîneurs. Thomas Wöhrle quitte le club après 9 ans d'exercice.
Le nouvel entraîneur est Jens Scheuer, originaire du SC Fribourg.Jens Scheuer a commencé sa carrière d'entraîneur en tant que joueur entraîneur au FC Bötzingen. Il a ensuite passé deux ans dans l'Oberliga Baden-Würtemberg au Bahlinger SC, avant son retour à Bötzingen. Après avoir suspendu la saison 2014/15, il s'est engagé lors de la saison 2015/16 en tant que successeur de Dietmar Sehrig pour l'équipe féminine de Bundesliga du SC Fribourg. Pour la saison 2019/2020, il rejoint le FC Bayern Munich, deuxième lors de la saison précédente. Il est assisté de Jérôme Reisacher comme entraineur adjoint.

### Effectif professionnel
Le tableau suivant liste l'effectif professionnel du Bayern Munich pour la saison 2019-2020.
II aussi dans l'équipe de la deuxième équipe

## Statistiques

### Statistiques collectives
| Compétition                                      | Débute au tour      | Termine             | Matches joués | Gagnés | Nuls | Perdus | Buts pour | Buts contre | Différence |
| ------------------------------------------------ | ------------------- | ------------------- | ------------- | ------ | ---- | ------ | --------- | ----------- | ---------- |
| Bundesliga                                       | -                   | -                   | 22            | 17     | 3    | 2      | 60        | 14          | +46        |
| Ligue des champions 2019-2020                    | 1/16 de finale      | Quarts de finale    | 5             | 3      | 0    | 2      | 10        | 4           | +6         |
| Coupe d'Allemagne féminine de football 2019-2020 | Seizièmes de finale | Huitièmes de finale | 2             | 1      | 0    | 1      | 6         | 4           | +2         |
| Total                                            | -                   | -                   | 29            | 21     | 3    | 5      | 77        | 22          | +55        |

### Statistiques individuelles
(Mis à jour le 28 juin 2020)
| No | Nat. | Nom                  | Championnat | Championnat | Championnat | Championnat  | Ligue des champions | Ligue des champions | Ligue des champions | Ligue des champions | Coupe d'Allemagne | Coupe d'Allemagne | Coupe d'Allemagne | Coupe d'Allemagne | Total | Total       | Total  | Total        |
| No | Nat. | Nom                  | M.j.        | But inscrit | Averti      | Carton rouge | M.j.                | But inscrit         | Averti              | Carton rouge        | M.j.              | But inscrit       | Averti            | Carton rouge      | M.j.  | But inscrit | Averti | Carton rouge |
| -- | ---- | -------------------- | ----------- | ----------- | ----------- | ------------ | ------------------- | ------------------- | ------------------- | ------------------- | ----------------- | ----------------- | ----------------- | ----------------- | ----- | ----------- | ------ | ------------ |
| 1  |      | Laura Benkarth       | 17          | 0           | 0           | 0            | 3                   | 0                   | 0                   | 0                   | 1                 | 0                 | 0                 | 0                 | 21    | 0           | 0      | 0            |
| 2  |      | Laura Donhauser      | 0           | 0           | 0           | 0            | 0                   | 0                   | 0                   | 0                   | 0                 | 0                 | 0                 | 0                 | 0     | 0           | 0      | 0            |
| 3  |      | Simone Boye Sørensen | 7           | 2           | 1           | 0            | 1                   | 0                   | 0                   | 0                   | 1                 | 1                 | 0                 | 0                 | 9     | 3           | 1      | 0            |
| 4  |      | Kristin Demann       | 12          | 0           | 1           | 0            | 2                   | 0                   | 0                   | 0                   | 0                 | 0                 | 0                 | 0                 | 14    | 0           | 1      | 0            |
| 5  |      | Ali Riley            | 3           | 0           | 0           | 0            | 3                   | 0                   | 0                   | 0                   | 1                 | 0                 | 0                 | 0                 | 7     | 0           | 0      | 0            |
| 6  |      | Lineth Beerensteyn   | 22          | 7           | 1           | 0            | 5                   | 0                   | 1                   | 0                   | 1                 | 0                 | 0                 | 0                 | 28    | 7           | 2      | 0            |
| 7  |      | Giulia Gwinn         | 14          | 1           | 1           | 0            | 3                   | 0                   | 0                   | 0                   | 0                 | 0                 | 0                 | 0                 | 17    | 1           | 0      | 0            |
| 8  |      | Melanie Leupolz      | 20          | 6           | 2           | 0            | 3                   | 0                   | 0                   | 0                   | 1                 | 0                 | 0                 | 0                 | 24    | 6           | 2      | 0            |
| 9  |      | Jovana Damnjanović   | 21          | 11          | 1           | 0            | 4                   | 1                   | 0                   | 0                   | 2                 | 1                 | 0                 | 0                 | 27    | 13          | 1      | 0            |
| 10 |      | Linda Dallmann       | 21          | 10          | 2           | 0            | 4                   | 0                   | 0                   | 0                   | 1                 | 0                 | 0                 | 0                 | 26    | 10          | 2      | 0            |
| 12 |      | Sydney Lohmann       | 13          | 0           | 0           | 0            | 3                   | 0                   | 0                   | 0                   | 1                 | 0                 | 0                 | 0                 | 17    | 0           | 0      | 0            |
| 14 |      | Amanda Ilestedt      | 14          | 1           | 0           | 0            | 2                   | 0                   | 1                   | 0                   | 1                 | 0                 | 1                 | 0                 | 17    | 0           | 2      | 0            |
| 15 |      | Emily Gielnik        | 6           | 0           | 0           | 0            | 1                   | 1                   | 0                   | 0                   | 1                 | 0                 | 0                 | 0                 | 8     | 1           | 0      | 0            |
| 16 |      | Lina Magull          | 20          | 5           | 2           | 0            | 4                   | 2                   | 0                   | 0                   | 1                 | 0                 | 0                 | 0                 | 25    | 7           | 2      | 0            |
| 17 |      | Kathrin Hendrich     | 19          | 2           | 2           | 0            | 4                   | 0                   | 0                   | 0                   | 2                 | 0                 | 0                 | 0                 | 25    | 2           | 2      | 0            |
| 18 |      | Dominika Škorvánková | 16          | 0           | 0           | 0            | 3                   | 0                   | 0                   | 0                   | 2                 | 0                 | 0                 | 0                 | 21    | 0           | 0      | 0            |
| 19 |      | Carina Wenninger     | 18          | 1           | 1           | 0            | 3                   | 2                   | 0                   | 0                   | 2                 | 0                 | 0                 | 0                 | 23    | 3           | 1      | 0            |
| 21 |      | Simone Laudehr       | 14          | 2           | 2           | 0            | 5                   | 0                   | 0                   | 0                   | 2                 | 0                 | 0                 | 0                 | 21    | 2           | 2      | 0            |
| 22 |      | Verena Schweers      | 9           | 0           | 0           | 0            | 0                   | 0                   | 0                   | 0                   | 1                 | 0                 | 0                 | 0                 | 10    | 0           | 0      | 0            |
| 23 |      | Mandy Islacker       | 16          | 4           | 1           | 0            | 2                   | 2                   | 0                   | 0                   | 2                 | 2                 | 0                 | 0                 | 20    | 8           | 0      | 0            |
| 27 |      | Gia Corley           | 0           | 0           | 0           | 0            | 1                   | 0                   | 0                   | 0                   | 0                 | 0                 | 0                 | 0                 | 1     | 0           | 0      | 0            |
| 28 |      | Jacintha Weimar      | 0           | 0           | 0           | 0            | 0                   | 0                   | 0                   | 0                   | 0                 | 0                 | 0                 | 0                 | 0     | 0           | 0      | 0            |
| 29 |      | Nicole Rolser        | 7           | 2           | 0           | 0            | 3                   | 1                   | 1                   | 0                   | 1                 | 1                 | 0                 | 0                 | 11    | 4           | 1      | 0            |
| 30 |      | Carolin Simon        | 19          | 3           | 0           | 0            | 4                   | 1                   | 0                   | 0                   | 2                 | 1                 | 0                 | 0                 | 25    | 5           | 0      | 0            |
| 33 |      | Carina Schlüter      | 5           | 0           | 0           | 0            | 2                   | 0                   | 0                   | 0                   | 1                 | 0                 | 0                 | 0                 | 8     | 0           | 0      | 0            |
| 36 |      | Anja Pfluger         | 1           | 0           | 0           | 0            | 0                   | 0                   | 0                   | 0                   | 0                 | 0                 | 0                 | 0                 | 1     | 0           | 0      | 0            |
| 37 |      | Kristin Kögel        | 1           | 0           | 0           | 0            | 0                   | 0                   | 0                   | 0                   | 1                 | 0                 | 0                 | 0                 | 2     | 0           | 0      | 0            |

## Affluence et télévision

### Affluence
Affluence du Bayern Munich à domicile

## Équipe réserve et centre de formation
La deuxième équipe de femmes du FC Bayern jouant dans le 2.Bundesliga.Là tenant du titre, Elle est entraînée par l'entraîneur Nathalie Bischof et son assistante Anke Henneberg.
| Compétition  | Place | Matches joués | Gagnés | Nuls | Perdus | Buts pour | Buts contre | Différence |
| ------------ | ----- | ------------- | ------ | ---- | ------ | --------- | ----------- | ---------- |
| 2.Bundesliga | 8     | 16            | 6      | 3    | 7      | 24        | 32          | -8         |
| Total        | 8     | 16            | 6      | 3    | 7      | 24        | 32          | -8         |